# Skotové
Skotové (vlastním jménem ve skotské gaelštině Albannaich) jsou národ, žijící především ve Spojeném království a Spojených státech. Jejich celkový počet se odhaduje na přibližně 30 milionů osob, z toho ve Skotsku, zemi jejich původu, jich žije přibližně 4,5 milionu.
Skotové dnes hovoří skotskou gaelštinou, skotštinou či skotskou angličtinou.

## Etnogeneze
Skotové vznikli smíšením Piktů a keltských kmenů Skotů a Gaelů, které přišly v 5. a 6. století z Irska a založili zde království Alba. Později byli do skotské etnogeneze asimilovány sousední kmeny britských Keltů i germánské kmeny Anglů a Sasů a skandinávských Norů. Podle genetické studie lidé na severu Skotska mají také podíl norského původu, někde i přes 20%. Skotská národnost vznikala od 11. století společně se vznikem skotského státu.

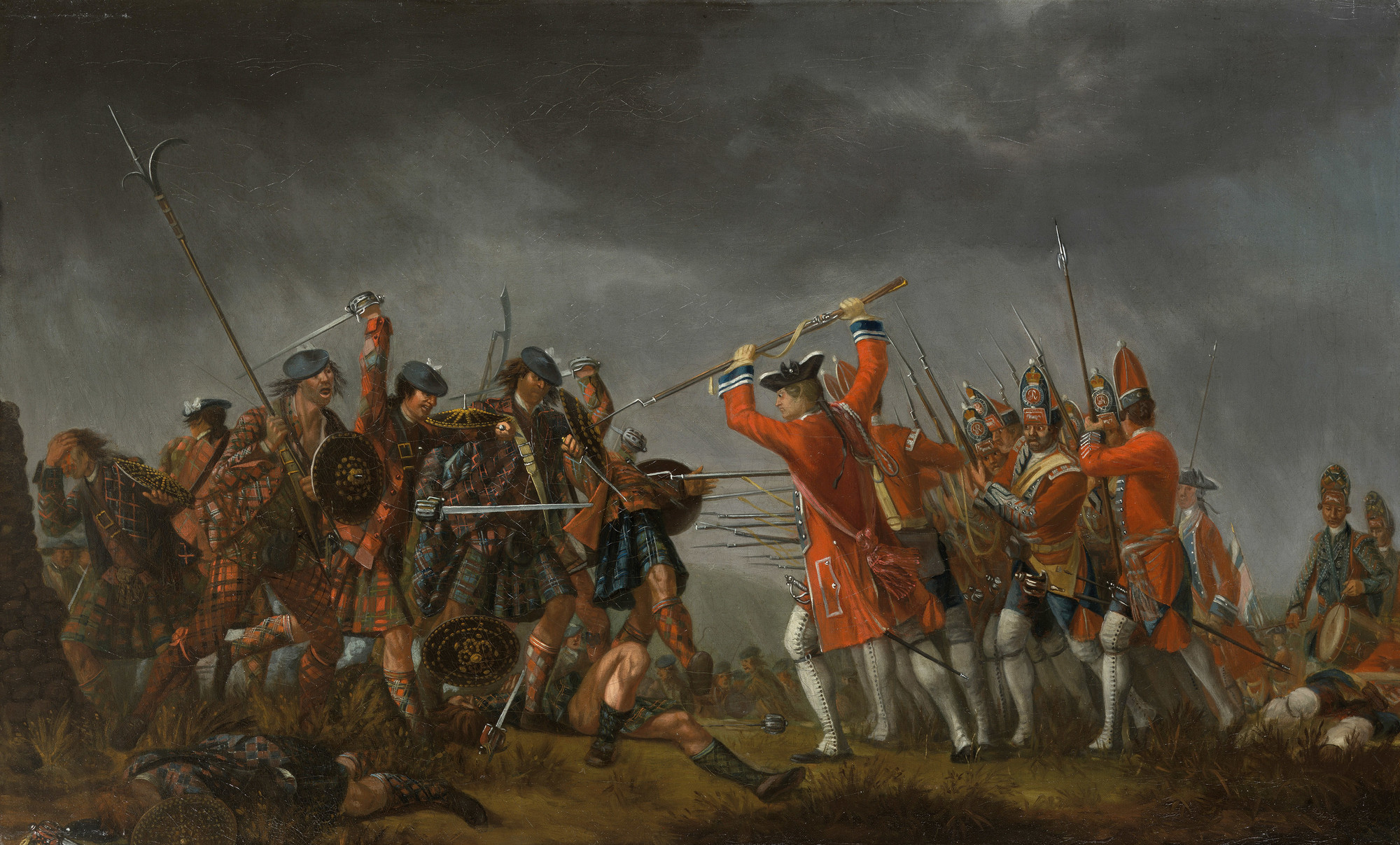
Porážka v bitvě u Cullodenu roku 1746 dokonala zánik klanového systému na Vysočině

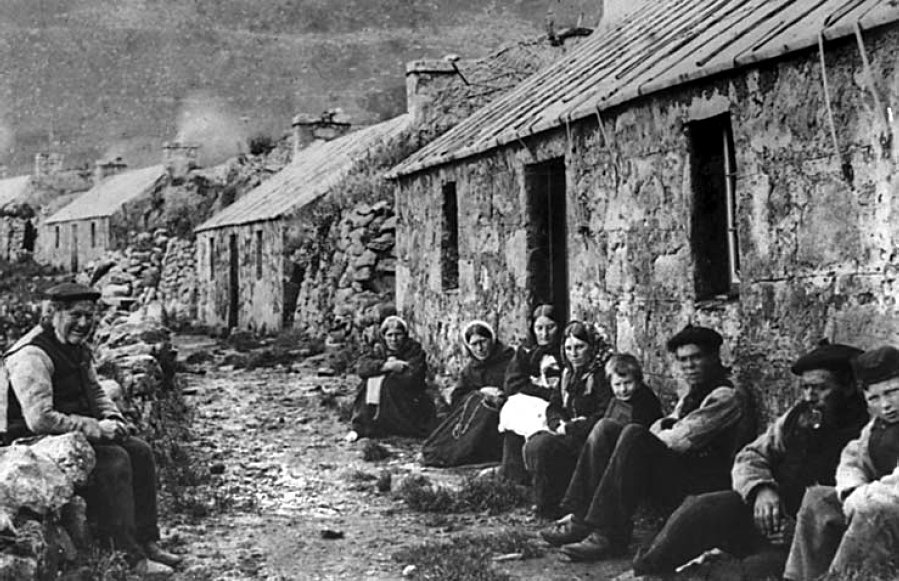
Obyvatelé ostrova St. Kilda na fotografii z roku 1886

## Osobnosti
Svou úpravou parního mechanismu rozpoutal průmyslovou revoluci James Watt. Dějiny fyziky, obzvlášť výzkumu elektromagnetismu, jsou nepředstavitelné bez Jamese Clerka Maxwella. I vynálezce telefonu Alexander Graham Bell se narodil ve Skotsku. Alexander Fleming objevil penicilin. Za Skota lze považovat i fyzika Williama Thomsona (Kelvina). John Logie Baird je jedním z vynálezců televize. John Napier objevil logaritmy a zavedl desetinnou čárku. Charles Lyell byl jedním ze zakladatelů moderní geologie. James Dewar vynalezl termosku. Robert Brown definoval tzv. Brownův pohyb. Zakladatelem termodynamiky byli Joseph Black či William John Macquorn Rankine. Významným matematikem byl Colin Maclaurin. John Boyd Dunlop vynalezl pneumatiku. David Brewster byl průkopníkem optiky. James Gregory patří ke spolutvůrcům dalekohledu. Daniel Rutherford dokázal jako první izolovat dusík. Vynálezcem procesu dialýzy byl Thomas Graham. Na vynálezu radaru se podílel Robert Watson-Watt. William Ramsay a Charles Thomson Rees Wilson získali Nobelovu cenu za fyziku, za chemii Alexander Robertus Todd, za fyziologii John James Rickard Macleod a James W. Black.
Skotové napsali důležitou kapitolu v dějinách filozofie, potažmo politického a ekonomického myšlení. Největší explozi kreativity ve skotských dějinách se říká Skotské osvícenství. K jeho pilířům patřili David Hume, Adam Smith a Thomas Reid. Klasickým ekonomem byl i James Mill. John Law je považován za vynálezce papírových bankovek. Jan Duns Scotus byl klíčovou postavou pozdní scholastiky. James Frazer sepsal knihu Zlatá ratolest, základní práci moderní antropologie, religionistiky a etnografie. Ronald David Laing byl představitelem tzv. antipsychiatrie, filozof Alasdair MacIntyre komunitarismu, John Muir byl průkopníkem environmentalismu. Hnutí free school v 60. letech inspiroval filozof Alexander Sutherland Neill. Angus Deaton a James Mirrlees získali Nobelovu cenu za ekonomii.
Nejslavnějším skotským spisovatelem je Walter Scott. Skotským národním básníkem je Robert Burns. Thomas Carlyle byl znám průkopnickými prozaickými pokusy, ale i řadou kontroverzních názorů. Sociální román psal Archibald Joseph Cronin, „drogový“ román Trainspotting vytvořil Irvine Welsh. James Macpherson způsobil aféru, nikoli nepodobnou českým rukopisným sporům, svým „objevem“ Ossianových zpěvů. V oblasti populární literatury se známým stal Arthur Conan Doyle, tvůrce Sherlocka Holmese. Robert Louis Stevenson vytvořil narativní svět, jež je dnes synonymem dobrodružství. Spolužákem obou zmíněných, Doyla i Stevensona, byl James Matthew Barrie, který vytvořil postavu Petra Pana. Iain M. Banks se prosadil v žánru sci-fi, Alistair MacLean jako autor thrillerů, Ian Rankin krimi-románů. V žánru dětské literatury se prosadil Kenneth Grahame.
Architekt a dyzajnér Charles Rennie Mackintosh byl významným představitelem secese, Robert Adam neoklasicismu. Stavitelem kanálů byl Thomas Telford.
V populární hudbě na sebe upozornila zpěvačka Annie Lennoxová, folkové prvky užil Donovan. Prosadili se také rockový kytarista Jack Bruce, Amy MacDonaldová, Calvin Harris či Brian Molko, lídr skupiny Placebo.
Skotem byl i první představitel Jamese Bonda a herec Sean Connery. V sérii o Harrym Potterovi hrál Robbie Coltrane, v sérii Pán prstenů se objevil Billy Boyd, v seriálu Doctor Who herci Karen Gillanová a Peter Capaldi.
Skotským národním hrdinou je vzbouřenec William Wallace. Britským premiérem se stali Gordon Brown, Ramsay MacDonald, Arthur Balfour, Henry Campbell-Bannerman, George Hamilton-Gordon a John Stuart. Alexander Mackenzie úřadoval jako premiér Kanady. Shakespearova hra pojednávala o skotském králi Macbethu I. Legendárním prvním králem Skotů měl být Kenneth I. Bojovníkem za odtržení Skotska od Británie je zejména Alex Salmond. John Boyd Orr získal Nobelovu cenu míru.  John Knox založil presbytariánskou církev.
Cestovateli byli David Livingstone, Mungo Park, Alexander Mackenzie, James Bruce. Pirátem William Kidd. Osud Alexandera Selkirka pravděpodobně inspiroval Daniela Defoea k příběhu o Robinsonu Crusoe. Admirál John Paul Jones výrazně zasáhl do průběhu Americké války o nezávislost. Robert Roy MacGregor se stal „skotským Robinem Hoodem“.
Trenérskou fotbalovou legendou je Alex Ferguson. Jeho předchůdcem v Manchesteru United byl Matt Busby. Držitelem Zlatého míče je Denis Law. Wimbledonským vítězem pocházejícím ze Skotska je Andy Murray. Trojnásobným mistrem světa ve Formuli 1 se stal Jackie Stewart, dvojnásobným pak Jim Clark. Závody rally jezdil Colin McRae. Šest zlatých olympijských medailí vyhrál rychlostní cyklista Chris Hoy.